# 小行星5424
小行星5424（5424 Covington）是一颗绕太阳运转的小行星，为主小行星带小行星。该小行星于1983年10月12日发现。

## 轨道参数
小行星5424的轨道半长轴为2.2361813 UA，离心率为0.044。